# Hibiscus insularis
Hibiscus insularis е вид растение от семейство Слезови (Malvaceae). Видът е критично застрашен от изчезване.

## Разпространение
Видът е ендемичен за остров Филип, малък остров на юг от остров Норфолк.